# جاش میکینگز
جاش میکینگز (انگلیسی: Josh Meekings؛ زادهٔ ۲ سپتامبر ۱۹۹۲) بازیکن فوتبال اهل بریتانیا است.
از باشگاه‌هایی که در آن بازی کرده است می‌توان به باشگاه فوتبال اینورنس کالدنیون تیسل و باشگاه فوتبال ایپسویچ تاون اشاره کرد.